# بلسور عليا
بلسور عليا هي قرية في مقاطعة خوي، إيران. عدد سكان هذه القرية هو 485 في سنة 2006.